# Joachim Van Damme
Joachim Van Damme (Beveren, 23 luglio 1991) è un calciatore belga, centrocampista del VW Hamme.